# Mamoru Hosoda
Mamoru Hosoda (細田 守, Hosoda Mamoru), né le 19 septembre 1967, est un réalisateur d’anime et animateur japonais. Anciennement employé chez Toei Animation, il le quitte pour aller travailler à Madhouse de 2005 à 2011. En 2011, il abandonne Madhouse pour fonder son propre studio d'animation, Studio Chizu.

## Biographie

### Formation et premiers travaux
Mamoru Hosoda est né le 19 septembre 1967 dans la ville de Kamiichi, dans la préfecture de Toyama. il grandit à la campagne auprès d'un père employé des chemins de fer et paysan, et se montre peu heureux d'aider à la ferme. Après ses études à l'université des Arts de Kanazawa, il tente d'intégrer l'institut de formation du studio Ghibli mais est recalé. Il finit par intégrer le studio Toei Animation en 1991 où il fait ses premiers pas en tant qu'animateur. Il participe à de nombreuses séries phares du studio comme Dragon Ball Z (1993), Slam Dunk (1994-95)  ou Sailor Moon (1996). Dans la deuxième moitié des années 1990, il signe de nombreux storyboards puis passe à la réalisation en 1999 avec le premier film dérivé de la saga Digimon Adventure. Il réalise le deuxième film dérivé en 2000 puis réalise des spots publicitaires en animation pour des grandes marques comme Superflat Monogram, pour Louis Vuitton, sous la direction artistique de Takashi Murakami.

### Un rapprochement manqué avec les studios Ghibli
Il est approché par Ghibli pour réaliser Le Château ambulant mais une mésentente empêche le projet d'aboutir. Il gardera de cet épisode des sentiments contrastés, reprochant aux studios Ghibli de ne pas laisser s'exprimer de sensibilité divergeant de celle de ses fondateurs. En 2005, il retourne à la réalisation de long métrage avec le sixième film dérivé de la saga One Piece : Le Baron Omatsuri et l'Île aux secrets.

### Reconnaissance internationale
En 2005, il quitte la Toei pour devenir free-lance et se rapproche du studio Madhouse. Il y réalise le film La Traversée du temps, en 2006, qui tranche par sa maturité avec ses réalisations précédentes, destinées à un public d'enfants, et Summer Wars en 2009. 
Il prend alors son indépendance en créant le studio Chizu, réalise dans ce cadre Les Enfants loups, Ame et Yuki. Sorti en 2012 en France, un mois après sa sortie nippone, Les Enfants loups connaît une réussite critique et commerciale mondiale et fait du réalisateur un acteur majeur et singulier du cinéma d'animation japonais, aux côtés de Miyazaki.
Vont suivre Le Garçon et la Bête, sorti en juillet 2015 au Japon et en janvier 2016 en France, puis Miraï, courant 2018,, nommé à l'Oscar du meilleur film d'animation 2019. En 2021, Belle connaît à nouveau un grand succès, malgré quelques critiques parfois contrastées.
Cinq de ses films ont été couronnés par le Japan Academy Prize du meilleur film d'animation de l'année : La Traversée du temps, Summer Wars, Les Enfants loups, Ame et Yuki, Le Garçon et la Bête, et Miraï. La Traversée du temps, Summer Wars et Les Enfants loups, Ame et Yuki ont également reçu le prix Mainichi du meilleur film d'animation.

## Filmographie

### Réalisation

#### Cinéma
- 1999 : Digimon - film 1 (デジモンアドベンチャー, Dejimon Adobenchā?)
- 2000 : Digimon Adventure: Bokura no Uō Gēmu! (ぼくらのウォーゲーム!, Dejimon adobenchâ - Bokura no wô gêmu!?)
- 2005 : One Piece : Le Baron Omatsuri et l'Île secrète (オマツリ男爵と秘密の島, Hepburn: Wan Pīsu Omatsuri Danshaku to Himitsu no Shima?)
- 2006 : La Traversée du temps (時をかける少女, Toki o kakeru shōjo?)
- 2009 : Summer Wars (サマーウォーズ, Samā wōzu?)
- 2012 : Les Enfants loups, Ame et Yuki (おおかみこどもの雨と雪, Ōkami kodomo no Ame to Yuki?)
- 2015 : Le Garçon et la Bête (バケモノの子, Bakemono no ko?)[5]
- 2018 : Miraï, ma petite sœur (未来のミライ, Mirai no Mirai?)
- 2021 : Belle (竜とそばかすの姫, Ryū to sobakasu no hime?)
- 2025 : Scarlet[6]

### Télévision
- 1995-96 : Jūni Senshi Bakuretsu Eto Ranger (en) (十二戦支 爆烈エトレンジャー, Jūni Senshi Bakuretsu Etorenjā?), épisodes 27, 33 et 37
- 1996-97 : Kenshin le vagabond (るろうに剣心, Rurōni Kenshin?), épisodes 8, 18, 24, 29, 40 et 43

#### Publicité
- 2003 : Superflat monogram, publicité pour Louis Vuitton

### Animateur clé

#### Cinéma
- 1993 : Dragon Ball Z : Broly le super guerrier (ドラゴンボールZ 燃えつきろ!!熱戦・烈戦・超激戦, Doragon Bōru Zetto Moetsukiro!! Nessen Ressen Chō-Gekisen?)
- 1994 : Yū Yū Hakusho (幽☆遊☆白書?)
- 1994 : Dragon Ball Z : Rivaux dangereux (ドラゴンボールZ 危険なふたり!超戦士はねむれない, Doragon Bōru Zetto Kiken na Futari! Sūpā Senshi wa Nemurenai?)
- 1996 : Dragon Ball : L'Armée du Ruban Rouge (ドラゴンボール 最強への道, Doragon Bōru: Saikyō e no michi?)
- 1996 : GeGeGe no Kitarō (ゲゲゲの鬼太郎?)
- 1998 : Galaxy Express 999 : Eternal Fantasy (銀河鉄道999 エターナルファンタジー?)

#### OAV
- 1993 : Crying Freeman (クライングフリーマン, Kuraingu Furīman?), épisode 5
- 1993 : Kamen Rider SD (仮面ライダー, Kamen Raidā?)

#### Télévision
- 1993 : Dragon Ball Z (ドラゴンボールZ(ゼット), Doragon Bōru Zetto?), épisode 173
- 1994-95 : Slam Dunk (スラムダンク, Suramu Danku?), épisodes 28 et 70
- 1995 : Gokinjo, une vie de quartier (ご近所物語, Gokinjo Monogatari?), épisodes 1 et 7
- 1996 : Sailor Moon (セーラームーン, Sērā Mūn?), épisode 173
- 1997 : Utena, la fillette révolutionnaire (少女革命ウテナ, Shōjo kakumei Utena?), épisodes 7, 18 et 23
- 2002 : Ojamajo Doremi Dokka~n! (おジャ魔女どれみドッカ〜ン!?), épisodes 40 et 49

### Storyboarder
Uniquement sur des séries télévisées.
- 1997 : Utena, la fillette révolutionnaire (少女革命ウテナ, Shōjo kakumei Utena?), épisodes 7, 14, 20, 23, 29, 33 et 39
- 1997 : GeGeGe no Kitarō (ゲゲゲの鬼太郎?), épisodes 94, 105 et 113
- 1998 : Caroline (ひみつのアッコちゃん, Himitsu no Akko-chan?), épisodes 6, 14, 20 et 30
- 1999 : Tenshi ni Narumon! (en) (天使になるもんっ!?), épisodes 20 et 22
- 1999 : Digimon Adventure (デジモンアドベンチャー, Dejimon Adobenchā?), épisode 21
- 2002 : Magical Dorémi (Saison 4) (おジャ魔女どれみドッカ～ン！, Ojamajo Doremi Dokkan!?), épisodes 40 et 49
- 2003 : Nadja (明日のナージャ, Ashita no Nadja?), épisodes 5, 12 et 26
- 2004 : One Piece (ワンピース, Wan Pīsu?), épisode 199

### Autres postes
- 1991-1992 : Talulu le magicien (まじかる☆タルるートくん, Majikaru Tarurūto-kun?), série télévisée, intervalliste
- 1993 : Coo: Tōi Umi Kara Kita Coo (COO: 遠い海から来たＣＯＯ, Kū: Tōi Umi kara Kita Kū?), film, assistant à la supervision de l'animation
- 1997 : Utena, la fillette révolutionnaire (少女革命ウテナ, Shōjo kakumei Utena?), série télévisée, scénariste sur l'épisode 29